# پیک بوتا
پیک بوتا (انگلیسی: Pik Botha; زاده ۲۷ آوریل ۱۹۳۲ – درگذشته ۱۲ اکتبر ۲۰۱۸) سیاستمدار، دیپلمات، و وکیل اهل آفریقای جنوبی بود. وی از ۲۷ آوریل ۱۹۷۷ تا ۱۰ مه ۱۹۹۴ وزیر امور خارجه این کشور بود.
پیک بوتا در ۱۲ اکتبر ۲۰۱۸، در سن ۸۶ سالگی به مرگ طبیعی درگذشت.